# Тулга
Тулга или Тулка, био је визиготски краљ у Хиспанији од 640. до 642. године, уколико је његов отац умро 640. како то наводе неки историјски извори. Неки извори узимају 639. годину као почетак његове владавине, а 641. као крај. Дошао је на престо након свог оца Хинтиле у још једном безуспешном покушају успостављања наследне монерхије у Визиготском краљевству.
Године 642, готски ратник, Хиндасвинт, подигао је устанак. Имао је тада 79 година. Држао је под својом командом границу са баскијским земљама. Видео је слабост визиготске монархије и савет племића и народ га је прогласио краљем у Пампалики (верватно модерна Памлијега) без подршке цркве.
Побуњеник је Тулгу сменио у Толеду и натерао га да се зареди, те га је послао у манастир где је Тулга живео до краја живота као монах. Међутим, свети Илдефонсо каже да је устанак пропао без подршке цркве и да се Хиндасвинт попео на престо тек након Тулгине смрти.